# Jenny Hélia
Pour les articles homonymes, voir Helia.
Eugénie Antoni, dite Jenny Hélia, est une actrice française, née à Marseille le 8 mai 1906 et morte dans la même ville le 24 mars 1992 .

## Filmographie

### Cinéma
- 1931 : L'Aiglon de Victor Tourjanski - L'impératrice Marie-Louise
- 1934 : Tartarin de Tarascon de Raymond Bernard - Baïa
- 1935 : Toni de Jean Renoir - Marie
- 1937 : Un de la Canebière de René Pujol - Marie
- 1938 : La Marseillaise de Jean Renoir - Louise Vaucler, l'interpellatrice
- 1938 : La Bête humaine de Jean Renoir - Philomène Sauvagnat
- 1938 : Firmin, le muet de Saint-Pataclet de Jacques Séverac - La bonne de Germaine
- 1939 : La Règle du jeu de Jean Renoir - La servante
- 1946 : Le Gardian de Jean de Marguenat - Rose
- 1949 : L'École buissonnière de Jean-Paul Le Chanois - Madame Honoré
- 1949 : Ce pauvre Léopold / Les frères jumeaux de Maurice Cam - court métrage -
- 1950 : Le Bagnard de Willy Rozier
- 1951 : La Belle que voilà de Jean-Paul Le Chanois
- 1951 : Bouquet de joie de Maurice Cam
- 1951 : Le Garçon sauvage de Jean Delannoy
- 1951 : La Table-aux-crevés de Henri Verneuil - La Cornette
- 1952 : Manon des sources de Marcel Pagnol - Aricie, la femme de Cabridan
- 1953 : Le Club des 400 coups de Jacques Daroy
- 1953 : Le Boulanger de Valorgue de Henri Verneuil - Prudence
- 1955 : Le Printemps, l'automne et l'amour de Gilles Grangier - La cliente des négociants
- 1956 : Honoré de Marseille de Maurice Regamey - Madame Marchetti
- 1957 : Le Cas du docteur Laurent de Jean-Paul Le Chanois
- 1957 : La Blonde des tropiques d'André Roy
- 1957 : Le Naïf aux quarante enfants de Philippe Agostini - Mme Tracot
- 1967 : Les Racines du mal de Maurice Cam
- 1968 : Ce sacré grand-père de Jacques Poitrenaud - Jeanne

### Télévision
- 1973 : Les Gens de Mogador de Robert Mazoyer : Mathilde